# Úszás a 2013. évi nyári európai ifjúsági olimpiai fesztiválon
A 2013. évi nyári európai ifjúsági olimpiai fesztiválon az úszásban 32 versenyszámot rendeztek.

## Összesített éremtáblázat
| A 2013. évi nyári európai ifjúsági olimpiai fesztivál összesített éremtáblázata úszásban | A 2013. évi nyári európai ifjúsági olimpiai fesztivál összesített éremtáblázata úszásban | A 2013. évi nyári európai ifjúsági olimpiai fesztivál összesített éremtáblázata úszásban | A 2013. évi nyári európai ifjúsági olimpiai fesztivál összesített éremtáblázata úszásban | A 2013. évi nyári európai ifjúsági olimpiai fesztivál összesített éremtáblázata úszásban | Olimpia  |
| ---------------------------------------------------------------------------------------- | ---------------------------------------------------------------------------------------- | ---------------------------------------------------------------------------------------- | ---------------------------------------------------------------------------------------- | ---------------------------------------------------------------------------------------- | -------- |
|                                                                                          | Ország                                                                                   | Arany                                                                                    | Ezüst                                                                                    | Bronz                                                                                    | Összesen |
| 1.                                                                                       | Oroszország                                                                              | 14                                                                                       | 8                                                                                        | 2                                                                                        | 24       |
| 2.                                                                                       | Egyesült Királyság                                                                       | 4                                                                                        | 8                                                                                        | 4                                                                                        | 16       |
| 3.                                                                                       | Olaszország                                                                              | 3                                                                                        | 1                                                                                        | 5                                                                                        | 9        |
| 4.                                                                                       | Magyarország                                                                             | 3                                                                                        | 1                                                                                        | 1                                                                                        | 5        |
| 5.                                                                                       | Németország                                                                              | 2                                                                                        | 4                                                                                        | 2                                                                                        | 8        |
| 6.                                                                                       | Izrael                                                                                   | 2                                                                                        | 0                                                                                        | 1                                                                                        | 3        |
| 7.                                                                                       | Spanyolország                                                                            | 1                                                                                        | 2                                                                                        | 7                                                                                        | 10       |
| 8.                                                                                       | Törökország                                                                              | 1                                                                                        | 0                                                                                        | 1                                                                                        | 2        |
| 9.                                                                                       | Finnország                                                                               | 1                                                                                        | 0                                                                                        | 0                                                                                        | 1        |
|                                                                                          | Svédország                                                                               | 1                                                                                        | 0                                                                                        | 0                                                                                        | 1        |
| 11.                                                                                      | Hollandia                                                                                | 0                                                                                        | 3                                                                                        | 0                                                                                        | 3        |
| 12.                                                                                      | Ukrajna                                                                                  | 0                                                                                        | 2                                                                                        | 5                                                                                        | 7        |
| 13.                                                                                      | Franciaország                                                                            | 0                                                                                        | 1                                                                                        | 0                                                                                        | 1        |
|                                                                                          | Görögország                                                                              | 0                                                                                        | 1                                                                                        | 0                                                                                        | 1        |
|                                                                                          | Svájc                                                                                    | 0                                                                                        | 1                                                                                        | 0                                                                                        | 1        |
| 16.                                                                                      | Horvátország                                                                             | 0                                                                                        | 0                                                                                        | 1                                                                                        | 1        |
|                                                                                          | Norvégia                                                                                 | 0                                                                                        | 0                                                                                        | 1                                                                                        | 1        |
|                                                                                          | Románia                                                                                  | 0                                                                                        | 0                                                                                        | 1                                                                                        | 1        |
|                                                                                          | Szlovénia                                                                                | 0                                                                                        | 0                                                                                        | 1                                                                                        | 1        |
|                                                                                          |                                                                                          |                                                                                          |                                                                                          |                                                                                          |          |
| Összesen                                                                                 | Összesen                                                                                 | 32                                                                                       | 32                                                                                       | 32                                                                                       | 96       |

## Férfi
| A 2013. évi nyári európai ifjúsági olimpiai fesztivál férfi érmesei úszásban | |          | |          | |          |
| Versenyszám                                                                  | Arany | Arany    | Ezüst | Ezüst    | Bronz | Bronz    |
| 50 m gyors                                                                   | Marek Ulrich · Németország                                                                                          | 23,23    | Arseniy Badamshin · Oroszország                                                                                     | 23,43    | Alessandro Bori · Olaszország                                                                                     | 23,53    |
| 100 m gyors                                                                  | Alessandro Bori · Olaszország                                                                                       | 50,73    | Arseniy Badamshin · Oroszország                                                                                     | 51,15    | Marius Solaat Roedland · Norvégia                                                                                 | 51,68    |
| 200 m gyors                                                                  | Hendrik Ulrich · Németország                                                                                        | 1:51,29  | Ernest Maksumov · Oroszország                                                                                       | 1:52,93  | Marc Vivas Egea · Spanyolország                                                                                   | 1:52,96  |
| 400 m gyors                                                                  | Marc Hinnawi · Izrael                                                                                               | 3:57,73  | Ernest Maksumov · Oroszország                                                                                       | 3:58,44  | Guillem Pujol Belmonte · Spanyolország                                                                            | 3:58,53  |
| 1500 m gyors                                                                 | Marc Hinnawi · Izrael                                                                                               | 15:33,72 | Nicolas D´Oriano · Franciaország                                                                                    | 15:39,66 | Andrea Manzi · Olaszország                                                                                        | 15:46,49 |
| 100 m hát                                                                    | Filipp Shopin · Oroszország                                                                                         | 56,54    | Andriy Khloptsov · Ukrajna                                                                                          | 56,59    | Robert Glinta · Románia                                                                                           | 56,65    |
| 200 m hát                                                                    | Petter Fredriksson · Svédország                                                                                     | 2:04,69  | Varga Dominik · Magyarország                                                                                        | 2:05,01  | Ziv Kolantarov · Izrael                                                                                           | 2:05,78  |
| 100 m mell                                                                   | Charlie Atwood · Egyesült Királyság                                                                                 | 1:03,19  | Anton Chupkov · Oroszország                                                                                         | 1:03,26  | Nikola Obrovac · Horvátország                                                                                     | 1:03,86  |
| 200 m mell                                                                   | Anton Chupkov · Oroszország                                                                                         | 2:15,30  | Jacques Laeuffer · Svájc                                                                                            | 2:18,45  | Charlie Atwood · Egyesült Királyság                                                                               | 2:18,47  |
| 100 m pillangó                                                               | Matteo Masiero · Olaszország                                                                                        | 55,37    | Johannes Tesch · Németország                                                                                        | 55,53    | Alberto Lozano Mateos · Spanyolország                                                                             | 55,54    |
| 200 m pillangó                                                               | Giacomo Carini · Olaszország                                                                                        | 2:01,41  | Athanasios-Charalampos Kynigakis · Görögország                                                                      | 2:02,90  | Dmitriy Malkov · Oroszország                                                                                      | 2:03,89  |
| 200 m vegyes                                                                 | Duncan Scott · Egyesült Királyság                                                                                   | 2:04,90  | Joan Casanovas Skoubo · Spanyolország                                                                               | 2:05,85  | Igor Balyberdin · Oroszország                                                                                     | 2:05,97  |
| 400 m vegyes                                                                 | Igor Balyberdin · Oroszország                                                                                       | 4:24,82  | Duncan Scott · Egyesült Királyság                                                                                   | 4:26,28  | Joan Casanovas Skoubo · Spanyolország                                                                             | 4:26,63  |
| 4 x 100 m gyors                                                              | Oroszország · Arseniy Badamshin (52,41) · Elisey Stepanov (51,49) · Filipp Shopin (51,86) · Ernest Maksumov (51,52) | 3:27,28  | Németország · Marek Ulrich (51,78) · Franz Mueller (52,93) · Alexander Lohmar (51,89) · Hendrik Ulrich (51,30)      | 3:27,90  | Egyesült Királyság · Martyn Walton (52,55) · Duncan Scott (51,31) · Lewis Clough (52,68) · Suleman Butt (51,44)   | 3:27,98  |
| 4 x 100 m vegyes                                                             | Oroszország · Filipp Shopin (58.01) · Anton Chupkov (1:01.77) · Dmitriy Malkov (55.59) · Arseniy Badamshin (51.03)  | 3:46,40  | Olaszország · Lorenzo Glessi (58.36) · Alex Baldisseri (1:04.24) · Matteo Masiero (54.99) · Alessandro Bori (50.42) | 3:48,01  | Ukrajna · Andriy Khloptsov (58.48) · Yevgen Kurkin (1:03.69) · Dmytro Prozhoga (55.63) · Viacheslav Ohnov (51.70) | 3:51,02  |

## Női
| A 2013. évi nyári európai ifjúsági olimpiai fesztivál női érmesei úszásban | |         | |         | |         |
| Versenyszám                                                                | Arany | Arany   | Ezüst | Ezüst   | Bronz | Bronz   |
| 50 m gyors                                                                 | Roosa Moert · Finnország | 26,23   | Marrit Steenbergen · Hollandia                                                                                               | 26,47   | Neta Kocijan · Szlovénia | 26,81   |
| 100 m gyors                                                                | Arina Openysheva · Oroszország | 55,81   | Marrit Steenbergen · Hollandia                                                                                               | 57,81   | Marta Cano Minarro · Spanyolország | 57,82   |
| 200 m gyors                                                                | Arina Openysheva · Oroszország | 2:03,50 | Holly Hibbott · Egyesült Királyság                                                                                           | 2:04,49 | Alessia Ruggi · Németország | 2:05,11 |
| 400 m gyors                                                                | Arina Openysheva · Oroszország | 4:17,07 | Paula Ruiz Bravo · Spanyolország                                                                                             | 4:19,15 | Valeriia Timchenko · Ukrajna | 4:20,37 |
| 800 m gyors                                                                | Arina Openysheva · Oroszország | 8:49,88 | Holly Hibbott · Egyesült Királyság                                                                                           | 8:50,01 | Sveva Schiazzano · Olaszország | 8:58,48 |
| 100 m hát                                                                  | Matyasovszky Dalma · Magyarország                                                                                                   | 1:02,60 | Iris Tjonk · Hollandia | 1:02,76 | Maryna Kolesnykova · Ukrajna | 1:02,93 |
| 200 m hát                                                                  | Matyasovszky Dalma · Magyarország                                                                                                   | 2:13,71 | Polina Egorova · Oroszország                                                                                                 | 2:15,12 | Holly Hibbott · Egyesült Királyság | 2:16,12 |
| 100 m mell                                                                 | Beste Samanci · Törökország | 1:10,96 | Ekaterina Levashova · Oroszország                                                                                            | 1:11,21 | Eleonora Clerici · Olaszország | 1:11,72 |
| 200 m mell                                                                 | Abbie Wood · Egyesült Királyság | 2:32,87 | Tetiana Kudako · Ukrajna | 2:33,35 | Beste Samanci · Törökország | 2:33,55 |
| 100 m pillangó                                                             | Aleksandra Chesnokova · Oroszország                                                                                                 | 1:00,53 | Laura Stephens · Egyesült Királyság                                                                                          | 1:02,22 | Iuliia Stadnik · Ukrajna | 1:02,60 |
| 200 m pillangó                                                             | Carmen Balbuena Heredia · Spanyolország                                                                                             | 2:15,98 | Laura Stephens · Egyesült Királyság                                                                                          | 2:17,24 | Marina Luperi · Olaszország | 2:17,27 |
| 200 m vegyes                                                               | Szilvási Gréta · Magyarország | 2:19,32 | Abbie Wood · Egyesült Királyság                                                                                              | 2:19,46 | Rosa Maria Maeso Valdes · Spanyolország | 2:19,86 |
| 400 m vegyes                                                               | Abbie Wood · Egyesült Királyság | 4:51,53 | Diana Sheludchenko · Oroszország                                                                                             | 4:56,23 | Sztankovics Dóra · Magyarország | 4:59,73 |
| 4 x 100 m gyors                                                            | Oroszország · Daria Shibarova (58.29) · Aleksandra Chesnokova (59.01) · Polina Egorova (57.72) · Arina Openysheva (56.28)           | 3:51,30 | Németország · Katrin Gottwald (58.27) · Leonie Kullmann (57.98) · Lia Neubert (58.88) · Anabel Ivanov (57.82)                | 3:52,95 | Egyesült Királyság · Darcy Deakin (58.38) · Rebecca Dalling (58.35) · Georgia Coates (58.26) · Bethany Newton (58.57)                              | 3:53,74 |
| 4 x 100 m vegyes                                                           | Oroszország · Polina Egorova (1:03.28) · Ekaterina Levashova (1:12.30) · Aleksandra Chesnokova (1:00.47) · Arina Openysheva (56.48) | 4:12,53 | Egyesült Királyság · Bethany Newton (1:04.65) · Abbie Wood (1:11.75) · Laura Stephens (1:01.92) · Hannah Fatherstone (58.09) | 4:16,41 | Spanyolország · Laura Pareja Prieto (1:05.23) · Rosa Maria Maeso Valdes (1:14.26) · Carmen Balbuena Heredia (1:02.42) · Marta Cano Minarro (58.03) | 4:19,94 |

## Vegyes
| A 2013. évi nyári európai ifjúsági olimpiai fesztivál vegyes váltó érmesei úszásban | |         | |         | |         |
| Versenyszám                                                                         | Arany | Arany   | Ezüst | Ezüst   | Bronz | Bronz   |
| 4 x 100 m gyors                                                                     | Oroszország · Elisey Stepanov (52.12) · Polina Egorova (57.70) · Arseniy Badamshin (51.26) · Arina Openysheva (56.30)   | 3:37,38 | Egyesült Királyság · Duncan Scott (51.58) · Darcy Deakin (58.69) · Suleman Butt (51.53) · Hannah Featherstone (57.66) | 3:39,46 | Németország · Hendrik Ulrich (52.24) · Katrin Gottwald (57.64) · Marek Ulrich (51.67) · Anabel Ivanov (58.19)         | 3:39,74 |
| 4 x 100 m vegyes                                                                    | Oroszország · Filipp Shopin (57.45) · Ekaterina Levashova (1:11.50) · Daniil Antipov (55.39) · Arina Openysheva (55.59) | 3:59,93 | Németország · Hendrik Ulrich (57.85) · Leonie Huegenell (1:13:90) · Paulus Schoen (55.22) · Anabel Ivanov (58.05)     | 4:05,02 | Ukrajna · Andriy Khloptsov (57.79) · Tetiana Kudako (1:13.62) · Dmytro Prozhoga (55.65) · Anastasiia Manakova (58.60) | 4:05,66 |